# Transformers: Cybertron
Transformers: Cybertron (рус. Трансформеры: Кибертрон) — мультсериал о роботах-трансформерах, заключительная часть «Трилогии Юникрона», является американской версией японского аниме-сериала «Трансформеры: Сила Галактики» (англ. Transformers: Galaxy Force). Снят по рассказам Аарона Арчера.

## Сюжет
Когда разрушение Юникрона приводит к образованию массивной чёрной дыры, планета Кибертрон, родной мир Трансформеров, оказывается под угрозой, и ее население эвакуируется на Землю, принимая форму местных транспортных средств и механизмов, чтобы спрятаться от человечества. Когда это происходит, к элитной команде воинов-автоботов Оптимуса Прайма приближается древний трансформер Вектор Прайм, который вышел из своего упокоения в пустоте вне времени, чтобы сообщить им о легендарных Киберключах Планет, древних артефактах силы, которые могут остановить черную дыру и спасти вселенную. Потерянные из-за несчастного случая во время попытки создать межгалактическую сеть космических мостов, Киберключи теперь находятся в четырех мирах где-то во вселенной — к сожалению, карта Вектора Прайма, показывающая их местоположение, украдена лидером десептиконов Мегатроном, и обе силы прибывают на Землю, где и начинается гонка за артефактами.
На Земле автоботы подружились с тремя человеческими детьми - Коби, Бадом и Лори, которые помогают им найти Омега-Замок, фокусирующее устройство для силы Киберключей. С пробужденными в них новыми «Силами Киберключа» трансформеры сражаются на многих фронтах, ища замок на Земле, в то время как Лихач и Паникёр направляются на Велоцитрон, Планету Скорости, которая является местом упокоения первого ключа. В то время как Лихач соревнуется в грандиозном чемпионате планеты по гонкам, чтобы выиграть ключ у лидера планеты Оверрайд, Замок находится на Земле в корпусе разбившегося космического корабля-трансформера «Атлантида», а Оверхол направляется в следующий мир, Планету Джунглей, где сила её Киберключа переформатирует его в Мегальва. Мегатрон заигрывает с диктатором Планеты Джунглей Кнутом, в то время как его коварный лейтенант Скандалист объединяется с таинственным Отшельником, работая над достижением своих собственных целей.
В конце концов, автоботам удается получить ключи как от Велоцитрона, так и от Планеты Джунглей, после чего обнаруживается существование собственного Киберключа Земли. Скандалист использует свою силовую игру и свергает Мегатрона, украв Омега-Замок и все три ключа у автоботов и используя их, чтобы расти в размерах и силе. Их силы подкрепляются древними автоботами с Земли - Эваком и Дымовиком, и прибытием Саблекрыла, который способен объединяться с Оптимусом Праймом в Режим Звукового Крыла. Автоботы пробиваются сквозь мстительного Мегатрона и побеждают Скандалиста, но этот успех не обходится без жертв - Лихач, Паникёр и Пулемёт были тяжело ранены новым оружием Мегатрона, полученным им от нового Киберключа, но чудесным образом они были исцелены и перестроены в еще более мощную «Команду Защиты Кибертрона».
Вернувшись на Кибертрон, автоботы используют Омега-Замок и Киберключи, которые пробуждают дух Праймуса, божества-создателя Трансформеров, а сам Кибертрон фактически превращается в тело бога. После битвы, в которой Скандалист использует силу Праймуса и вырастает до планетарных размеров - только для того, чтобы потерпеть поражение от самого Праймуса, - местонахождение четвертого и последнего ключа определяется как Гигантион, Планета Великанов. Гигантион, однако, находится в другом измерении, так как планетарная система прошла через пространственно-временной разлом, и, кроме детей и миниконов, остальные не могут войти, не отделив свой разум от тела, к счастью, Паникёр создал защитную программу (основанная на технологии меча Вектора Прайма), чтобы помочь, но выясняется, что у Истребителя трипанофобия (боязнь уколов), и хотя автоботы достигают планеты, десептиконы оказываются там первыми благодаря загадочному Бархану. После поражения от рук Метроплекса, главы Гигантиона, разъярённый Мегатрон вбирает энергию Киберключа и становится Гальватроном, а Отшельник и Бархан оказываются последними выжившими обитателями Планеты Икс, мира, разрушенного гигантионцами, которым они стремятся отомстить. Гальватрон и Скандалист сражаются в поединке за лидерство и первый одерживает чистую победу и забирает Омега-Замок и Киберключи себе, чтобы ускорить всеобщее вырождение, которое спровоцировано чёрной дырой и переделать вселенную по своему имиджу, а Скандалист с Отшельником и Барханом исчезают в другом измерении. Вектор Прайм жертвует своей жизнью, чтобы позволить автоботам вернуться в свою родную вселенную, а лидеры пяти планет противостоят Гальватрону в сердце чёрной дыры и побеждают его. Теперь, когда все Киберключи находятся в его распоряжении, Праймус использует их силу, чтобы наконец запечатать чёрную дыру, положив конец её угрозе.
В то время, как различные планеты пытаются вернуться к нормальной жизни, Гальватрон атакует автоботов в последний раз. Без каких-либо войск, которые можно было бы назвать своими, Гальватрон вступает в бой с Оптимусом Праймом один на один, но в конечном итоге, Оптимус одерживает верх и смертельно ранит его мечом Вектора Прайма, который он получил. Умирая, Гальватрон кладет кулак на грудь Оптимуса и заявляет, что он всё ещё функционирует и Оптимус не победил, пока его искра ещё горит, но потом начинает распадаться в космическую пыль, злобно хихикая. Оптимус заверяет Гальватрона, что он сражался достойно и прощается с ним. После исчезновения бывшего лидера десептиконов, Оптимус становится на колени перед мечом Вектора Прайма, которым Оптимус убил Гальватрона, будучи всё ещё раненым. Когда Истребитель и другие подбегают к Оптимусу, чтобы проверить его, Оптимус заверяет друзей, что от него так легко не избавиться. Вскоре после этого Оптимус созывает на Кибертроне первую Интергалактическую Мирную Конференцию, где объявляет о строительстве нового космического моста, и трансформеры отправляются в путешествие в глубины вселенной и к новым приключениям.

## Персонажи
| Имя в российском показе | Американское имя   | Оригинальное имя                 |
| ----------------------- | ------------------ | -------------------------------- |
| Оптимус Прайм           | Optimus Prime      | Galaxy Convoy                    |
| Вектор Прайм            | Vector Prime       | Vector Prime                     |
| Истребитель             | Jetfire            | Deadlock                         |
| Фугас                   | Landmine           | Guardshell                       |
| Лихач                   | Hot Shot           | Exillion/Exigeyser               |
| Паникёр                 | Red Alert          | First Aid/First Gunner           |
| Пулемёт                 | Scattorshot        | Backpack/Backgild                |
| Оверрайд                | Override           | Nitro Convoy                     |
| Снэрл                   | Snarl              | Fang Wolf                        |
| Мегатрон/Гальватрон     | Megatron/Galvatron | Master Megatron/Master Galvatron |
| Скандалист              | Starscream         | Starscream                       |
| Громовержец             | Thundercracker     | Thundercracker                   |
| Брызговик               | Mudflap            | Demolisher                       |
| Молния                  | Thunderblast       | Chromia                          |
| Кнут                    | Scourge            | Flame Convoy                     |
| Менасор                 | Menasor            | Moledive                         |
| Бархан                  | Soundwave          | Soundwave                        |
| Отшельник               | Sideways           | Noisemaze                        |
| Праймус                 | Primus             | Primus                           |

## Список серий
1. Fallen (Упавшие)
2. Haven (Убежище)
3. Hidden (Маскировка)
4. Landmine (Фугас)
5. Space (Космос)
6. Rush (Спешка)
7. Speed (Скорость)
8. Collapse (Катастрофа)
9. Time (Время)
10. Search (Поиск)
11. Deep (Бездна)
12. Ship (Корабль)
13. Hero (Герой)
14. Race (Гонка)
15. Detour (Окольный путь)
16. Savage (Дикарь)
17. Sand (Песок)
18. Champions (Чемпионы)
19. Ice (Лёд)
20. Honor (Честь)
21. Primal (Лидер)
22. Trust (Доверие)
23. Trap (Ловушка)
24. Invasion (Нашествие)
25. Retreat (Отступление)
26. Revelation (Открытие)
27. Critical (Кризис)
28. Assault (Штурм)
29. Starscream (Скандалист)
30. United (Соединённые)
31. Cybertron (Кибертрон)
32. Balance (Равновесие)
33. Darkness (Тьма)
34. Memory (Память)
35. Escape (Побег)
36. Family (Семья)
37. Titans (Титаны)
38. Warp (Переход)
39. Giant (Гиганты)
40. Fury (Ярость)
41. City (Город)
42. Ambush (Засада)
43. Challenge (Вызов)
44. Scourge (Кнут)
45. Optimus (Оптимус)
46. Showdown (Решающий бой)
47. Guardian (Страж)
48. Homecoming (Возвращение)
49. End (Финал)
50. Unfinished (Незаконченное)
51. Beginning (Начало)
52. Inferno (Ад)